# Blepharosis retracta
Blepharosis retracta là một loài bướm đêm trong họ Noctuidae.